# バイオイメージング
バイオイメージング（英：Bioimaging）は細胞・組織または個体レベルでタンパク質などの分布・局在を捉え、その動態を画像として解析する技術のこと。

## バイオイメージングツール
細胞・組織または個体レベルでタンパク質などの分布・局在を捉え、その動態を画像として解析するバイオイメージングツールの利用が疾病の解明や創薬を目指すライフサイエンス研究領域で急速に進んでいる。今後はさらに診断・病理などメディカル領域でも応用が進むものと予測されている。機能解析やリアルタイム計測、高感度化など、様々なバイオイメージングツールに対するニーズに応えるべく、メーカー各社では製品開発を進めており画像情報の高度化が進展している。